# Malcolm MacDonald

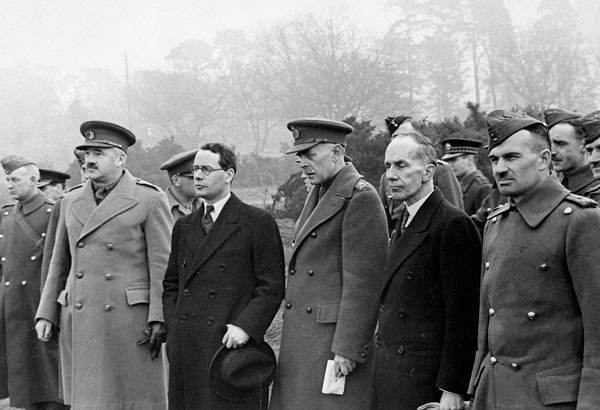
Malcolm MacDonald (drugi z lewej) wizytuje oddziały Armii Kanadyjskiej (1941)

Malcolm John MacDonald (ur. 17 sierpnia 1901 w Lossiemouth, zm. 11 stycznia 1981) – brytyjski polityk i dyplomata, członek Partii Pracy i Narodowej Partii Pracy, minister w rządach Stanleya Baldwina, Neville’a Chamberlaina i Winstona Churchilla.

## Życiorys
Był synem premiera Wielkiej Brytanii Ramsaya MacDonalda i Margaret Gladstone. Wykształcenie odebrał w Bedales School. W 1929 r. został wybrany do Izby Gmin jako reprezentant okręgu Bassetlaw. Po utworzeniu rządu narodowego przeszedł do Narodowej Partii Pracy i został podsekretarzem stanu w Ministerstwie ds. Dominiów. W 1935 r. został ministrem kolonii.
Przegrał wybory 1935 r., ale premier Baldwin zdecydował się pozostawić go w gabinecie. Przeniósł go jednak na stanowisko ministra ds. dominiów. W lutym 1936 r. MacDonald powrócił do Izby Gmin po wyborach uzupełniających w okręgu Ross and Cromarty. W 1937 r. prowadził w imieniu rządu brytyjskiego negocjacje dotyczące nowego porozumienia z Irlandią. W maju 1938 r. został ponownie ministrem kolonii. W październiku został dodatkowo ministrem ds. dominiów. Z tego urzędu zrezygnował w styczniu 1939 r. 17 maja 1939 r. podpisał „trzecią białą księgę”, ograniczającą żydowską emigrację do Palestyny
W maju 1940 r. premierem został Winston Churchill, który przeniósł MacDonalda do Ministerstwa Zdrowia. W 1941 r. został mianowany Wysokim Komisarzem w Kanadzie. Sprawował ten urząd do 1946 r. Następnie został komisarzem generalnym w Azji Południowo-Wschodniej, Wysokim Komisarzem w Indiach (1955–1960), gubernatorem, a następnie gubernatorem generalnym, Kenii (1963–1964) oraz kanclerzem Uniwersytetu Durham (1971–1980). Zmarł w 1981 r.